# Головний судетський маршрут

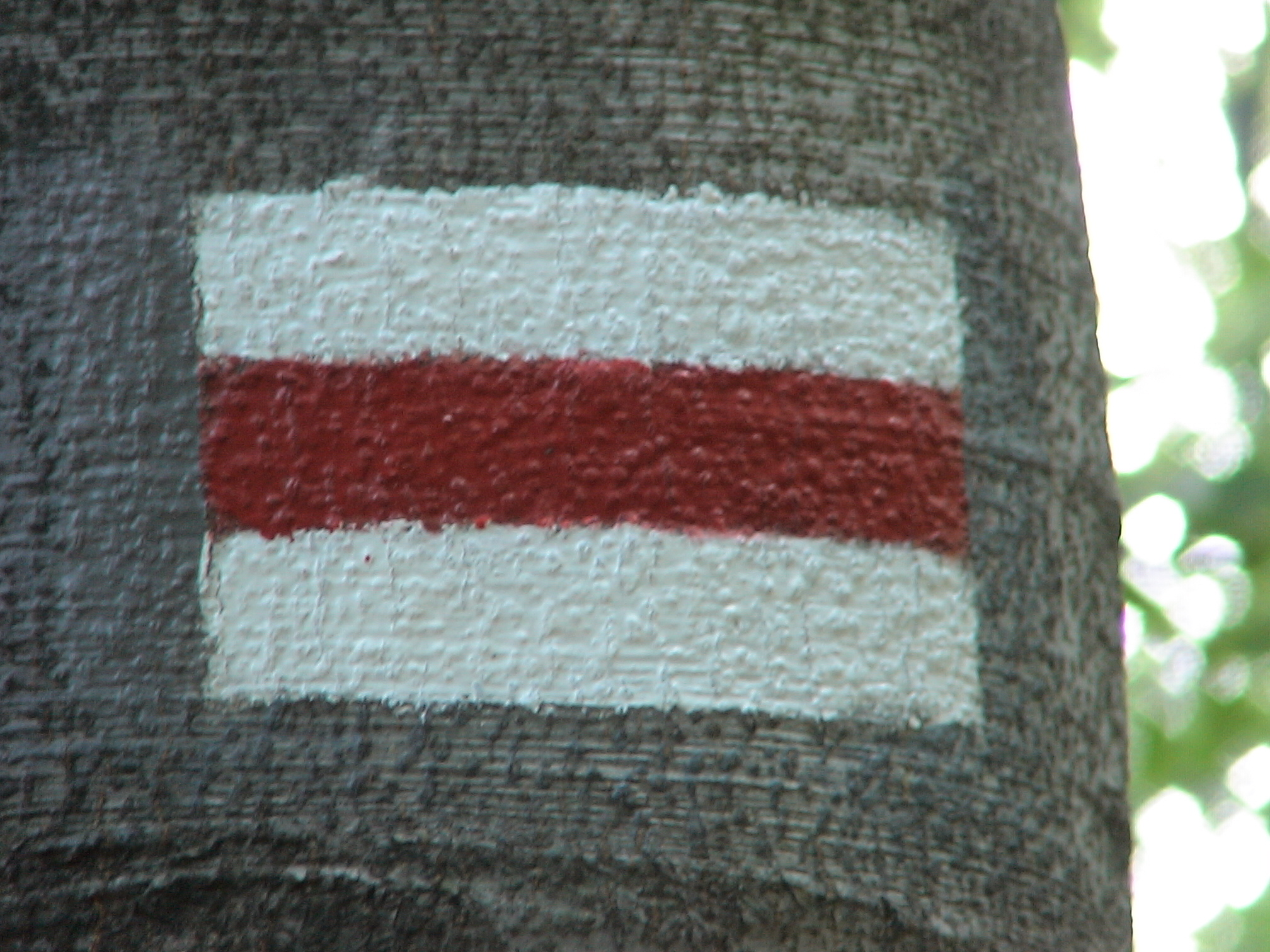
Маркування маршруту

Головний судетський маршрут імені Мечислава Орловича (пол. Główny Szlak Sudecki imienia Mieczysława Orłowicza, GSS) — пішохідний гірський маршрут маркований червоним кольором, що прямує від Швєрадува-Здрую до Прудніка через найцікавіші частини Судетів.

## Історія
Ідея маршруту з'явилася на зустрічі Судетської комісії Польського татранського суспільства, яка відбулася 24 жовтня 1947. Рік пізніше почалися роботи з маркування маршруту. У зв'язку з 100-річчям туризму в Польщі в 1973 р, Комісія гірського туризму Головного управління ПТТК дала Головному судетському маршруту ім'я Мечислава Орловича на знак визнання його заслуг для туризма і краєзнавства.

## Пробіг

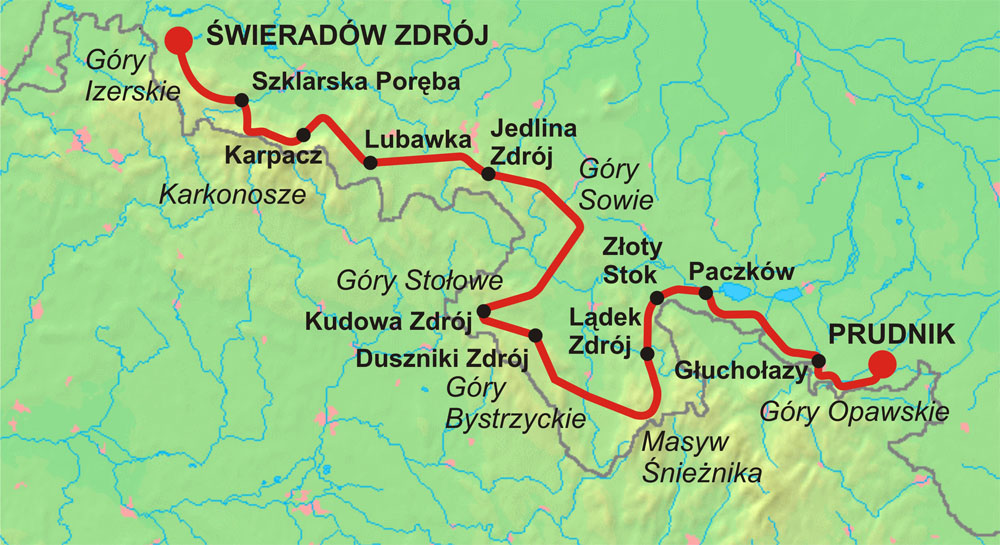
Головний судетський маршрут на карті гір

Протягом багатьох років перебіг маршруту змінювався. Зараз починається в Швєрадуві-Здрую, переходить через Ізерські гори (Висока Копа, 1126 м; Високи Камєнь, 1058 м) до Шклярскої-Поремби, потім через Карконоше (Водоспад Камєньчика, Вєлькі Шишак – 1509 м, Перевал під Снєжкою – 1389 м) до Карпача; наступні етапи це гори Рудави Яновицькі (Скальнік, 945 м) до Кшешува, Кам'яні і Чорні гори до Єдліни-Здрую, Совині гори (Вєлька Сова, 1015 м), Срібний перевал відокремлюючий їх від Бардзьких гір. Далі, через Вамбєжице, маршрут веде в Столові гори і до судетських курортів: Кудова-Здруй, Душнікі-Здруй; далі: Орліцькі і Бистжицькі гори, водоспад Вільчкі, Масив Снєжніка, гори Кров'яркі, Льондек-Здруй, Золоті гори до Пачкува (де протягом багатьох років закінчувався на залізничному вокзалі) і далі через Калкув, Ґлухолази, Опавські гори до Прудника.
Маршрут оминає кілька важливих судетських пунктів, включаючи вершини: Снєжка та Снєжнік.
Довжина маршруту це близько 440 кілометрів, а час переходу – 104 години.
- Вищевказані назви це переклад з польської мови. Нижче оригінальні версії деяких з них:

Ізерські гори – поль. Góry Izerskie, чеськ. Jizerské hory, Карконоше – поль. Karkonosze, чешск. Krkonoše, Перевал під Снєжкою – Przełęcz pod Śnieżką, Рудави Яновіцькі – Rudawy Janowickie, Кам'яні гори – поль. Góry Kamienne, чешск. Meziměstská vrchovina, Чорні гори – Góry Czarne, Совині гори – Góry Sowie, Срібний перевал – Przełęcz Srebrna, Бардзькі гори – Góry Bardzkie, Столові гори – поль. Góry Stołowe, чеськ. Stolové hory, Орліцькі гори – поль. Góry Orlickie, чеськ. Orlické hory, Бистжицькі гори – поль. Góry Bystrzyckie, чеськ. Bystřické hory, Масив Снєжніка – поль. Masyw Śnieżnika, чеськ. Králický Sněžník, Золоті гори – поль. Góry Złote, чеськ. Rychlebské hory, Опавські гори – поль. Góry Opawskie, чешск. Zlatohorská vrchovina

## Пішохідний туризм
Маршрут доступний весь рік, хоча деякі з його частин можуть бути закриті взимку у зв'язку з можливістю лавин (Карконоше), а також і небезпечних боліт (Столові гори). Є багато гірських притулків, у віданні ПТТК (Польського туристичного суспільства). Польські турбази зобов'язані дати нічліг кожній людині, яка не в змозі знайти будь-яке інше місце до заходу сонця або в надзвичайній ситуації, хоча в примітивних умовах.

## Галерея

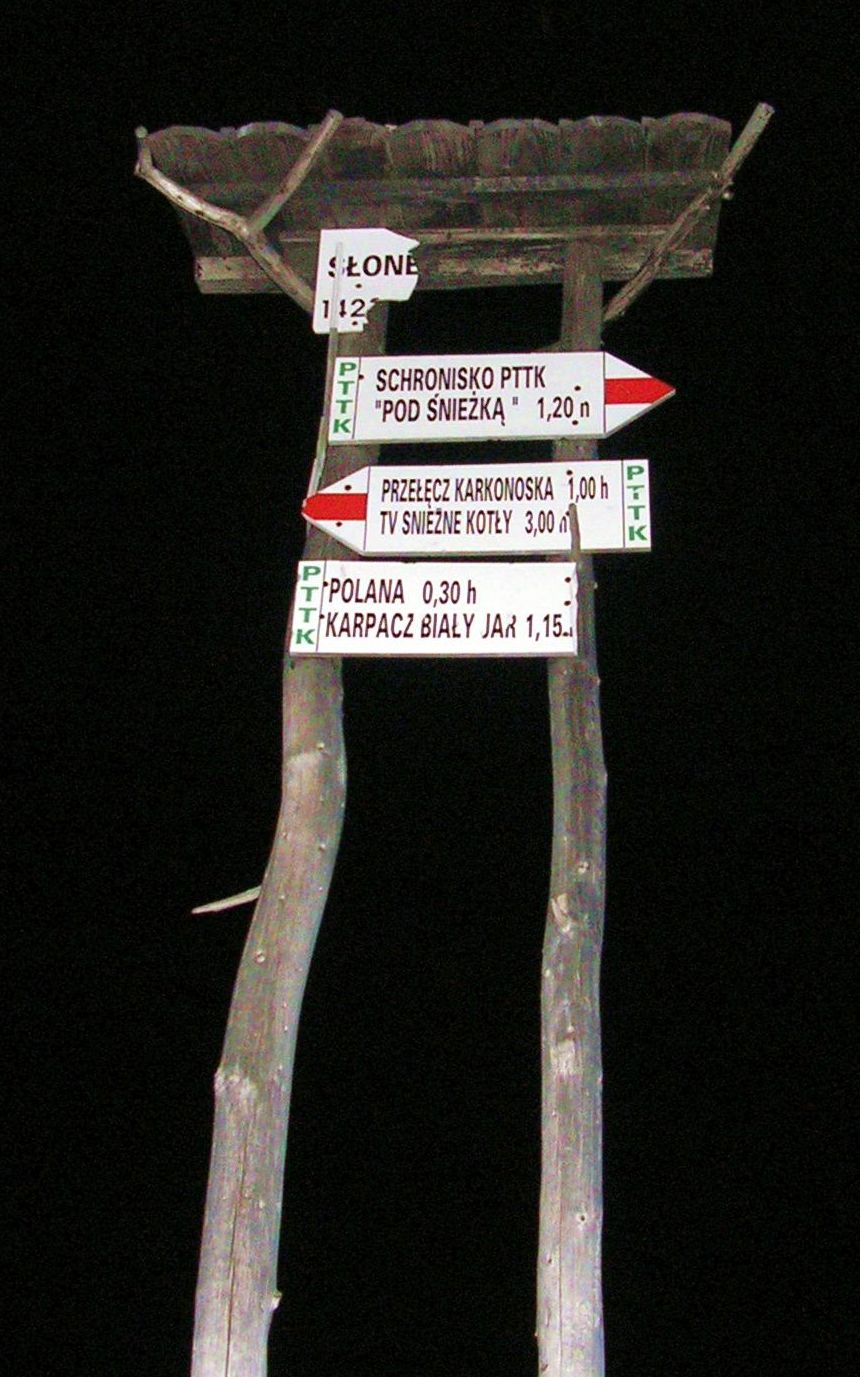
Маркування маршруту на вершині Слонечніка (1420 м)
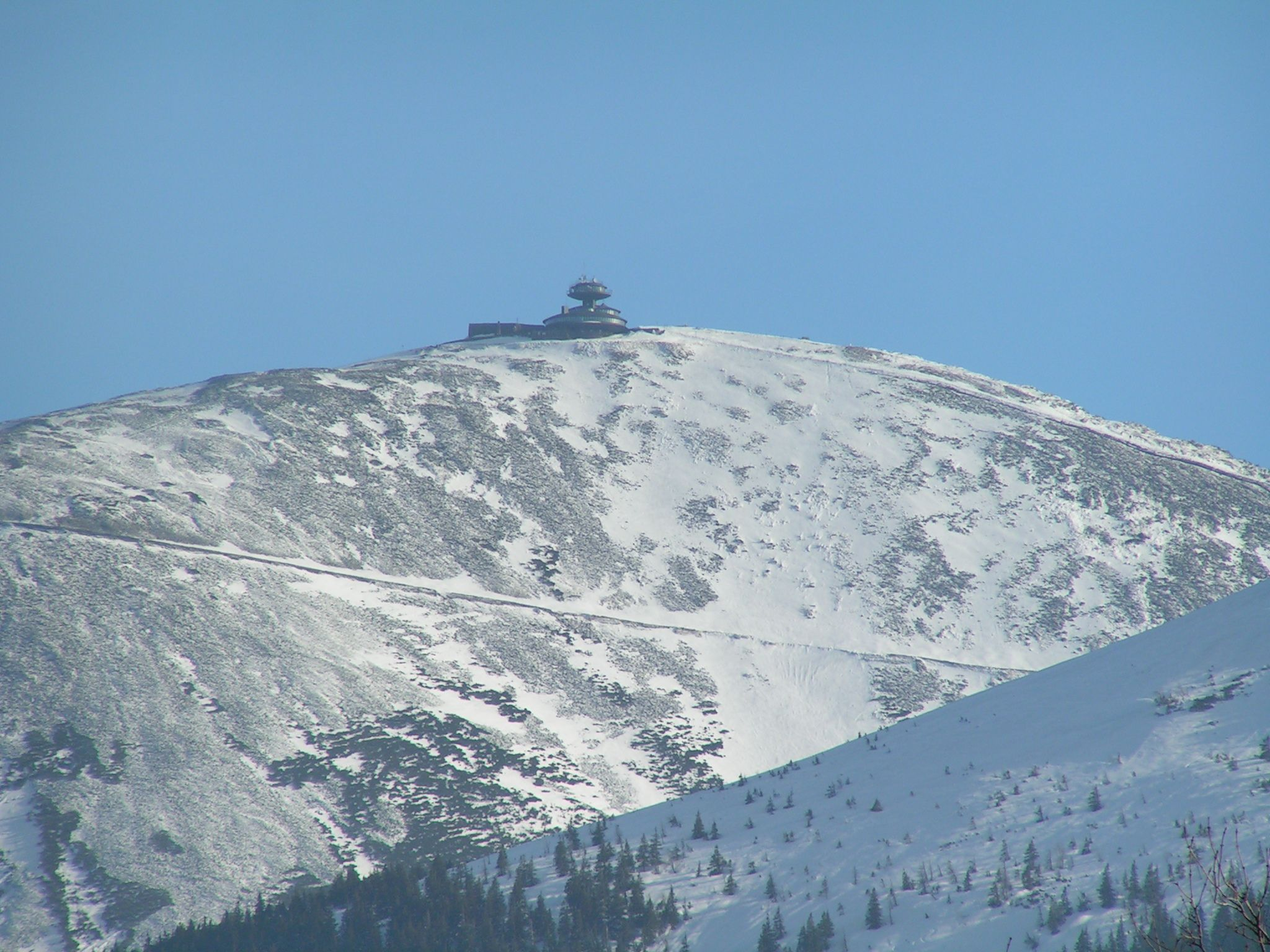
Снєжка (1602 м) – найвища вершина близько маршруту
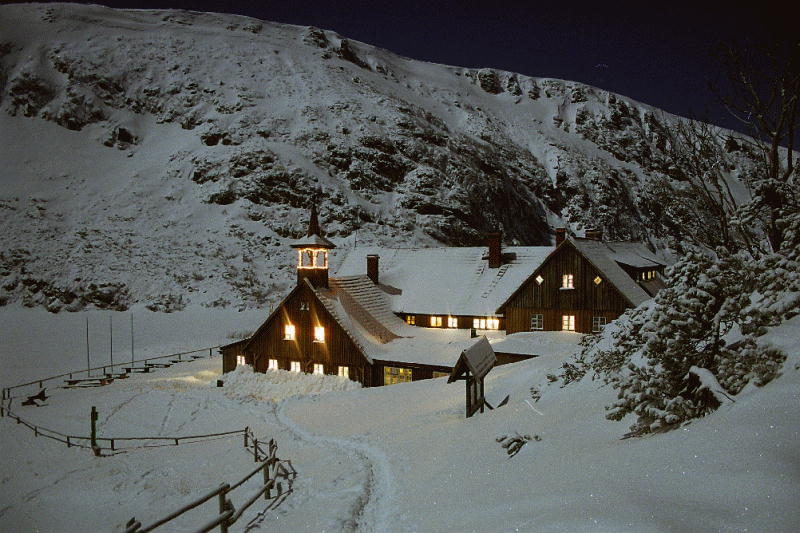
Самотнья – гірський притулок в Карконошах
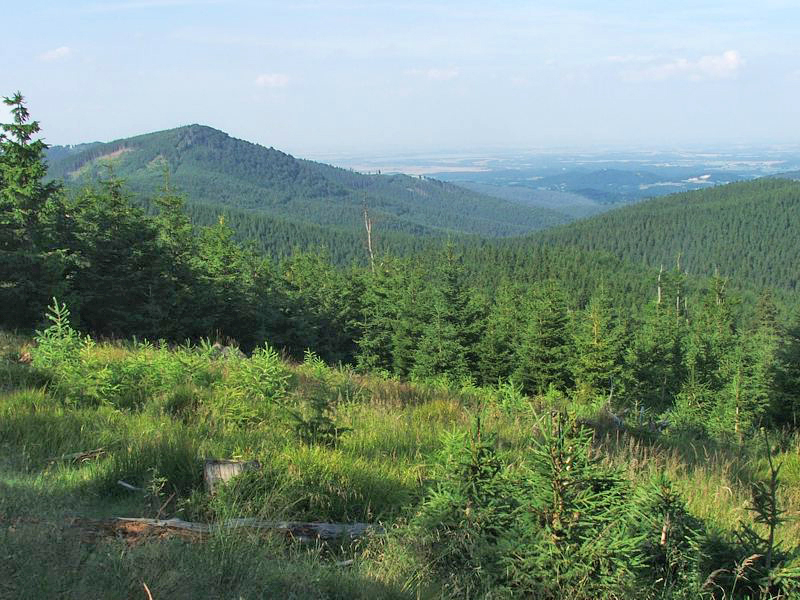
Золоті гори у східній частині маршруту

## Турбази
- Турбаза ПТТК на Стоґу Ізерському (Schronisko PTTK Na Stogu Izerskim)
- Турбаза Високий Камінь (Schronisko Wysoki Kamień)
- Турбаза "Камєньчик" (Schronisko „Kamieńczyk”)
- Турбаза ПТТК на Галі Шреницької (Schronisko PTTK Na Hali Szrenickiej)
- Турбаза Шреніця (Schronisko Szrenica)
- Турбаза ПТТК "Под Лабським піком" (Schronisko PTTK „Pod Łabskim Szczytem”)
- Турбаза ПТТК "Відродження" (Schronisko PTTK „Odrodzenie”)
- Турбаза "Сілезький дім" (Schronisko „Dom Śląski”)
- Турбаза ПТТК "Самотнья" (Schronisko PTTK „Samotnia”)
- Турбаза ПТТК "Стжеха Академіцка" (Schronisko PTTK „Strzecha Akademicka”)
- Турбаза ПТТК "Над Ломничкой" (Schronisko PTTK „Nad Łomniczką”)
- Турбаза ПТТК "Анджеювка" (Schronisko PTTK „Andrzejówka”)
- Турбаза ПТТК "Зигмунтувка" (Schronisko PTTK „Zygmuntówka”)
- Турбаза "Орел" (Schronisko „Orzeł”)
- Турбаза "Сова" (Schronisko „Sowa”)
- Турбаза ПТТК "Пастушка" (Schronisko PTTK „Pasterka”)
- Турбаза ПТТК "На Щелиньце" (Schronisko PTTK „Na Szczelińcu”)
- Турбаза ПТТК "Под Муфлоном" (Schronisko PTTK „Pod Muflonem”)
- Турбаза ПТТК "Орліця" (Schronisko PTTK „Orlica”)
- Турбаза ПТТК "Яґодна" (Schronisko PTTK „Jagodna”)
- Турбаза "На Іґлічної" (Schronisko „Na Iglicznej”)
- Турбаза ПТТК "На Снєжніку" (Schronisko PTTK „Na Śnieżniku”)
- Турбаза ПТТК "Під Копою Бискупьою" (Schronisko PTTK „Pod Kopą Biskupią”)